# Homecoming (album de Bill Evans)
Albums de Bill Evans
Live at Lulu White's
(1979) Live in Buenos Aires. 2 & 3
(1979)
Homecoming est un album du pianiste de jazz Bill Evans enregistré en public en 1979 et édité en 1999.

## Contexte et édition
Les titres qui composent cet album ont été enregistrés en public le 6 novembre 1979 à la Southeastern Louisiana University Hammond (Louisiane), où Bill Evans a fait ses études et dont il est sorti diplômé en 1950.
La prise de son est très médiocre et le piano de piètre qualité[réf. souhaitée].
Cet  album a été publié pour la première fois vingt ans après l'enregistrement, en 1999, par le label Milestone (M 9291-2).

## Titres de l’album
| No  | Titre                                    | Auteur                                        | Durée |
| --- | ---------------------------------------- | --------------------------------------------- | ----- |
| 1.  | Re : Person I Knew                       | Bill Evans                                    | 4:03  |
| 2.  | Midnight Mood                            | Joe Zawinul, Ben Raleigh                      | 6:22  |
| 3.  | Laurie                                   | Bill Evans                                    | 7:46  |
| 4.  | Song from M.A.S.H. (Suicide is Painless) | Johnny Mandel, Michael Altman                 | 4:11  |
| 5.  | Turn Out The Stars                       | Bill Evans                                    | 4:52  |
| 6.  | Very Early                               | Bill Evans                                    | 5:11  |
| 7.  | But Beautiful                            | Johnny Burke, Jimmy Van Heusen                | 4:12  |
| 8.  | I Love You Porgy                         | George Gershwin, Ira Gershwin, DuBose Heyward | 5:40  |
| 9.  | Up With The Lark                         | Jerome Kern, Leo Robin                        | 5:38  |
| 10. | Minha (All Mine)                         | Francis Hime                                  | 3:41  |
| 11. | I Do It for You                          | Paul Simon                                    | 5:52  |
| 12. | Someday My Prince Will Come              | Frank Churchill, Larry Morey                  | 6:25  |
| 13. | Interview [...]                          | [...] with Bill Evans by Rod Starns           | 6:25  |

## Instrumentistes
- Bill Evans au piano,
- Marc Johnson à la contrebasse,
- Joe LaBarbera à la batterie.